# Henri Gamaš
Henri Gamaš (engl. Henri Gamache) je pseudonim nepoznatog autora koji je bio aktivan u Sjedinjenim Američkim Državama tokom 1940-ih godina, i koji je pisao na temu Magije. Sve njegove knjige su objavljene u Nju Jorku i većina njih se sastoji od polunaučnih popularnih kompilacija koje vuku informacije iz prethodno objavljenih knjiga na temu Okultizma. Njegove knjige su primećene zbog svoje veze sa afrocentričkim teorijama Markusa Garvija.

## Osporen Identitet
Najpopularnije knjige Henrija Gamaša su Glavna Knjiga Magije Sveća, klasično delo afričko-američke Hudu narodne Magije, Otkriveni užasi Urokljivog Oka, delo koje obrađuje svetsko verovanje u urokljivo oko, i Misterija dugo izgubljene osme, devete i desete Knjige Mojsijeve, koja je bazirana na Garvističkoj tvrdnji da je Mojsije, vođa Jevreja, bio Afrikanac.
Identitet Henrija Gamaša je osporen. Neki istraživači veruju da je u zahtevu za obnovu autorskih prava sredinom 1950-ih godina od strane izdavača po imenu Jozef V. Kaj (poznat i kao Jozef Spitalnik), Kaj tvrdio da je pravi autor svih dela napisanih od strane i Henrija Gamaša i pseudonimskog Okultističkog autora iz 1930-ih godina, Levisa De Klaremonta (poznatog i kao Luis De Klermont). Ne istinitost Kajovih tvrdnji u vezi sa delima De Klaremonta jeste dokaziva, jer su knjige De Klaremonta prvi put objavljene od strane druge kompanije i samo se pripisuju Kaj zbog ponovnog objavljivanja, i ovaj očigledan pokušaj prevare dovodi u sumnju Kajovu tvrdnju za autorstvo Gamašovih knjiga.
Jo Kaj je umro 1967. godine, ali intervjui sa mlađim članovima Kajove porodice izvukli su činjenicu da je stariji Kaj stekao autorska prava i prava na objavu prethodno objavljenih dela Gospodina Janga, čije je ime izgubljeno, u zameni za dug. Jang se pominje kao pisac Okultnih knjiga unutar stranica duhonapisane autobiografije slavnog Afroamerikanca mađioničara Bendžamina Rakera, poznatijeg kao Crni Herman.
Obzirom na sve ovo, izgleda da Henri Gamaš i Levis De Klaremont/Luis De Klermont nisu pseudonimi za Jozefa Kaja (Jozef Spitalnik), već za Gospodina Janga, duhopisca autobiografije Crnog Hermana.

## Knjige Gospodina Janga
- [duhopisac] Crni Herman [Bendžamin Raker]. Tajne Magije, Misterije, i Legerdemaina. Martin Publishing, 1925. Ponovo objavljeno 1938. godine od strane Dorene Publishing.

## Knjige Henrija Gamaša
- Glavna Knjiga Magije Sveća. 1942
- Magija Bilja. 1945
- Misterija dugo izgubljene osme, devete i desete Knjige Mojsijeve. 1945
- Otkriveni užasi Urokljivog Oka. Raymond Publishing, 1946. Ponovo objavljeno kao Zaštita od Zla (u Srbiji objavljena kao Kako da se Zaštitite od Crne Magije). Areta Co., 1997.

## Spoljašnje veze
- Kako da se Zaštitite od Crne Magije[мртва веза] – Knjiga na Okultopediji.